# Esa diva

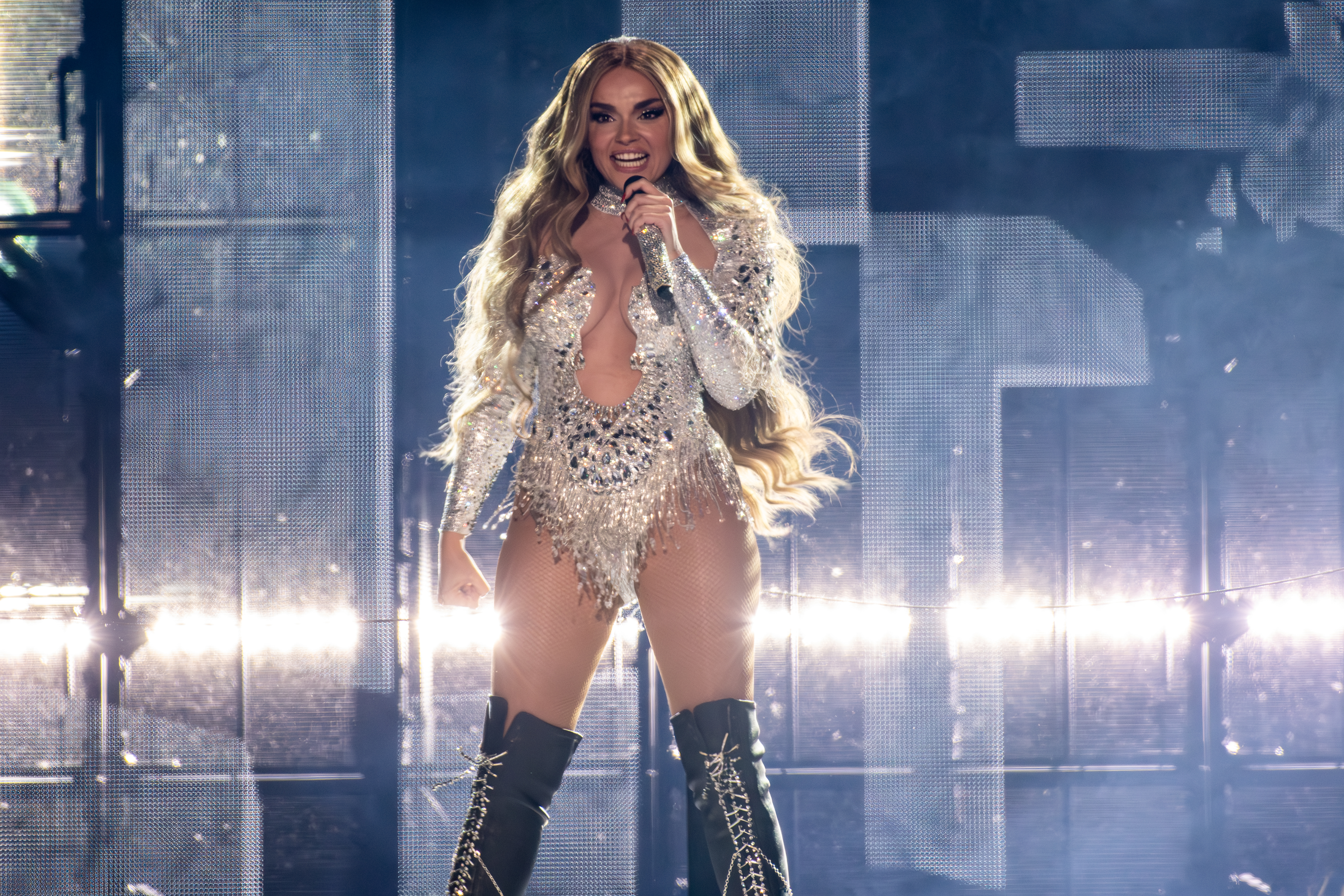
Låten framförd under den första semifinalen av Eurovision.

Esa diva är en låt framförd av den spanska sångerskan Melody. Låten, som är skriven av Melody tillsammans med Alberto Fuentes Lorite, och ursprungligen producerad av Joy Deb, Peter Boström och Thomas G:son, representerade Spanien i Eurovision Song Contest 2025 i Basel i Schweiz där den kom på 24:e plats i finalen.